# Europese kampioenschappen veldlopen
De Europese kampioenschappen veldlopen is een evenement dat jaarlijks wordt georganiseerd door de European Athletic Association (EAA). De eerste editie werd in 1994 gelopen. De wedstrijden vinden meestal in december plaats.
Per editie worden er zes kampioenschappen gelopen in verschillende leeftijdscategorieën voor zowel heren als dames. Naast de wedstrijd voor senioren wordt er gelopen in de leeftijdscategorie onder 23 jaar en is er een wedstrijd voor junioren. Naast het individuele kampioenschap wordt er per categorie ook een landenklassement opgemaakt. Sinds 2018 wordt er ook een gemengde aflossing georganiseerd.

## Kampioenschappen
| Jaar | Locatie                | Mannen Senioren                                    | Vrouwen Senioren                                   |
| ---- | ---------------------- | -------------------------------------------------- | -------------------------------------------------- |
| 1994 | Alnwick                | Paulo Guerra                                       | Catherina McKiernan                                |
| 1995 | Alnwick                | Paulo Guerra                                       | Annemari Sandell                                   |
| 1996 | Charleroi              | Jon Brown                                          | Sara Wedlund                                       |
| 1997 | Oeiras                 | Carsten Jørgensen                                  | Joalsiae Llado                                     |
| 1998 | Ferrara                | Serhij Lebid                                       | Paula Radcliffe                                    |
| 1999 | Velenje                | Paulo Guerra                                       | Anita Weyermann                                    |
| 2000 | Malmö                  | Paulo Guerra                                       | Katalin Szentgyörgyi                               |
| 2001 | Thun                   | Serhij Lebid                                       | Yamna Belkacem                                     |
| 2002 | Medulin                | Serhij Lebid                                       | Helena Javornik                                    |
| 2003 | Edinburgh              | Serhij Lebid                                       | Paula Radcliffe                                    |
| 2004 | Heringsdorf            | Serhij Lebid                                       | Hayley Yelling                                     |
| 2005 | Tilburg                | Serhij Lebid                                       | Lornah Kiplagat                                    |
| 2006 | San Giorgio su Legnano | Mo Farah                                           | Tetyana Holovchenko                                |
| 2007 | Toro                   | Serhij Lebid                                       | Marta Domínguez                                    |
| 2008 | Brussel                | Serhij Lebid                                       | Hilda Kibet                                        |
| 2009 | Dublin                 | Alemayehu Bezabeh                                  | Hayley Yelling                                     |
| 2010 | Albufeira              | Serhij Lebid                                       | Jéssica Augusto                                    |
| 2011 | Velenje                | Atelaw Yeshetela Bekele                            | Fionnuala Britton                                  |
| 2012 | Szentendre             | Andrea Lalli                                       | Fionnuala Britton                                  |
| 2013 | Belgrado               | Alemayehu Bezabeh                                  | Sophie Duarte                                      |
| 2014 | Samokov                | Polat Kemboi Arikan                                | Gemma Steel                                        |
| 2015 | Hyères                 | Ali Kaya                                           | Sifan Hassan                                       |
| 2016 | Chia                   | Aras Kaya                                          | Yasemin Can                                        |
| 2017 | Šamorín                | Özbilen Kaan Kigen                                 | Yasemin Can                                        |
| 2018 | Tilburg                | Filip Ingebrigtsen                                 | Yasemin Can                                        |
| 2019 | Lissabon               | Robel Fsiha                                        | Yasemin Can                                        |
| 2020 | Dublin                 | Afgelast in verband met de coronacrisis in Europa. | Afgelast in verband met de coronacrisis in Europa. |
| 2021 | Dublin                 | Jakob Ingebrigtsen                                 | Karoline Bjerkeli Grøvdal                          |
| 2022 | Turijn                 | Jakob Ingebrigtsen                                 | Karoline Bjerkeli Grøvdal                          |
| 2023 | Brussel                | Yann Schrub                                        | Karoline Bjerkeli Grøvdal                          |
| 2024 | Antalya                | Jakob Ingebrigtsen                                 | Nadia Battocletti                                  |
| 2025 | Lagoa                  |                                                    |                                                    |